# Poison's Greatest Hits: 1986-1996
| Recensione | Giudizio |
| ---------- | -------- |
| AllMusic   |          |

Poison's Greatest Hits: 1986-1996 è una raccolta del gruppo musicale statunitense Poison, pubblicata il 26 novembre 1996 dalla Capitol Records.

## Il disco
Il disco contiene sedici tracce provenienti dai primi quattro album in studio del gruppo (Look What the Cat Dragged In, Open Up and Say...Ahh!, Flesh & Blood e Native Tongue) e dell'album dal vivo Swallow This Live.
Sono inoltre presenti due tracce inedite, Sexual Thing e Lay Your Body Down, registrate con il chitarrista Blues Saraceno per le sessioni di Crack a Smile, il nuovo disco che vedrà luce soltanto quattro anni più tardi.

## Tracce
1. Nothin' but a Good Time – 3:43
  - Da Open Up and Say...Ahh! (1988)
2. Talk Dirty to Me – 3:44
  - Da Look What the Cat Dragged In (1986)
3. Unskinny Bop – 3:47
  - Da Flesh & Blood (1990)
4. Every Rose Has Its Thorn – 4:17
  - Da Open Up and Say...Ahh! (1988)
5. Fallen Angel – 3:55
  - Da Open Up and Say...Ahh! (1988)
6. I Won't Forget You – 3:35
  - Da Look What the Cat Dragged In (1986)
7. Stand – 5:11
  - Da Native Tongue (1993)
8. Ride the Wind – 3:51
  - Da Flesh & Blood (1990)
9. Look What the Cat Dragged In – 3:09
  - Da Look What the Cat Dragged In (1986)
10. I Want Action – 3:05
  - Da Look What the Cat Dragged In (1986)
11. Life Goes On – 4:47
  - Da Flesh & Blood (1990)
12. (Flesh & Blood) Sacrifice – 4:40
  - Da Flesh & Blood (1990)
13. Cry Tough – 3:36
  - Da Look What the Cat Dragged In (1986)
14. Your Mama Don't Dance – 3:00
  - Da Open Up and Say...Ahh! (1988)
  - Cover di Loggins and Messina
15. So Tell Me Why – 3:22
  - Da Swallow This Live (1991)
16. Something to Believe In – 5:30
  - Da Flesh & Blood (1990)
17. Sexual Thing – 3:34
  - Traccia inedita (1996)
18. Lay Your Body Down – 5:26
  - Traccia inedita (1996)

## Formazione
- Bret Michaels – voce, seconda chitarra
- C.C. DeVille – chitarra (tracce 1-6, 8-16)
- Richie Kotzen – chitarra (traccia 7)
- Blues Saraceno – chitarra (tracce 17-18)
- Bobby Dall – basso
- Rikki Rockett – batteria